# Lützschenaer Grenzgraben
Der Lützschenaer Grenzgraben ist ein Gewässer im Nordwesten Leipzigs. Wasserrechtlich ist er ein Gewässer II. Ordnung.

## Name
Nachdem durch die Beschlüsse des Wiener Kongresses im Jahr 1815 Schkeuditz an Preußen abgetreten wurde, verlief entlang des Grenzgrabens die Grenze zwischen Sachsen und Preußen. Heute bildet er die nordwestliche Stadtgrenze zwischen Leipzig und Schkeuditz. Amtlich heißt das Gewässer Lützschenaer Grenzgraben, wird aber auch als Nördlicher Grenzgraben oder nur als Grenzgraben bezeichnet.

## Verlauf
Der Lützschenaer Grenzgraben beginnt nördlich von Schkeuditz und Lützschena am Rande bewirtschafteter Felder. Nach anfangs flachem Verlauf entlang der Felder schneidet er ab der Querung der Bahnstrecke Halle-Leipzig und der Bundesstraße 6 tiefer ins Gelände ein. Anschließend verläuft er parallel zum Schkeuditzer Ortsteil Modelwitz, quert die Äußere Leipziger Straße und mündet am Modelwitzer Steg in die Weiße Elster.

Er speist sich aus dem Niederschlagswasser nördlich von Schkeuditz. Die meiste Zeit des Jahres wird er kaum durchflossen, kann aber bei Starkregen massiv anschwellen.

Der Grenzgraben fließt in einem kanalisierten und begradigten Bett, das teilweise stein- bzw. betongefasst ist.